# Giro del Belgio 1934
Il Giro del Belgio 1934, ventitreesima edizione della corsa, si svolse in cinque tappe tra il 6 giugno e il 10 giugno 1934, per un totale di 1 189 km e fu vinto dal belga François Gardier.

## Tappe
| Tappa  | Data      | Percorso             | km    | Vincitore di tappa  | Leader cl. generale |
| ------ | --------- | -------------------- | ----- | ------------------- | ------------------- |
| 1ª     | 6 giugno  | Bruxelles > Liegi    | 223   | Louis Roels         |                     |
| 2ª     | 7 giugno  | Liegi > Lussemburgo  | 269,5 | Jef Moerenhout      |                     |
| 3ª     | 8 giugno  | Lussemburgo > Namur  | 229,5 | Marcel Oplinus      |                     |
| 4ª     | 9 giugno  | Namur > Courtrai     | 212   | Joseph Vanderhaegen |                     |
| 5ª     | 10 giugno | Courtrai > Bruxelles | 255   | Leopold Gerard      | François Gardier    |
| Totale | Totale    | Totale               | 1 189 |                     |                     |

## Dettagli delle tappe

### 1ª tappa
- 6 giugno: Bruxelles > Liegi – 223 km

Risultati
| Pos. | Corridore       | Squadra        | Tempo    |
| ---- | --------------- | -------------- | -------- |
| 1    | Louis Roels     | Alcyon-Dunlop  | 6h42'19" |
| 2    | Odiel Van Hevel | Individuale    | a 3"     |
| 3    | Émile Joly      | Génual Lucifer | s.t.     |

### 2ª tappa
- 7 giugno: Liegi > Lussemburgo – 269,5 km

Risultati
| Pos. | Corridore           | Squadra       | Tempo    |
| ---- | ------------------- | ------------- | -------- |
| 1    | Jef Moerenhout      | Alcyon-Dunlop | 8h39'58" |
| 2    | Maurice Cocqueriaux | Individuale   | ?        |
| 3    | Jos Vanderhaegen    | Depas         | ?        |

### 3ª tappa
- 8 giugno: Lussemburgo > Namur – 229,5 km

Risultati
| Pos. | Corridore       | Squadra     | Tempo    |
| ---- | --------------- | ----------- | -------- |
| 1    | Maurits Oplinus | Individuale | 6h48'53" |
| 2    | Alfons Deloor   | Colin       | a 30"    |
| 3    | Marcel Houyoux  | Depas       | ?        |

### 4ª tappa
- 9 giugno: Namur > Courtrai – 212 km

Risultati
| Pos. | Corridore         | Squadra     | Tempo    |
| ---- | ----------------- | ----------- | -------- |
| 1    | Jos Vanderhaegen  | Depas       | 6h14'19" |
| 2    | Léopold Gérard    | Depas       | s.t.     |
| 3    | Léopold Roosemont | Individuale | a 4"     |

### 5ª tappa
- 10 giugno: Courtrai > Bruxelles – 255 km

Risultati
| Pos. | Corridore        | Squadra | Tempo    |
| ---- | ---------------- | ------- | -------- |
| 1    | Léopold Gérard   | Depas   | 8h12'32" |
| 2    | Antoine Dignef   | Depas   | a 1"     |
| 3    | François Gardier | Depas   | a 2"     |

## Classifiche finali

### Classifica generale
| Pos. | Corridore            | Squadra        | Tempo     |
| ---- | -------------------- | -------------- | --------- |
| 1    | François Gardier     | Depas          | 36h08'58" |
| 2    | Antoine Dignef       | Depas          | a 2'58"   |
| 3    | Alfons Deloor        | Colin          | a 4'47"   |
| 4    | Gustaaf Deloor       | De Dion-Bouton | a 6'18"   |
| 5    | Léopold Roosemont    | Individuale    | a 10'59"  |
| 6    | Kamiel Schallier     | Individuale    | a 14'14"  |
| 7    | Joseph Vanderhaegen  | Depas          | a 14'16"  |
| 8    | Louis Roels          | Alcyon-Dunlop  | a 16'30"  |
| 9    | Frans Guerinckx      | Depas          | a 22'18"  |
| 10   | R. Van Grootenbruele | Groote Leeuw   | a 39'22"  |